# Misagh-2
Le Misagh-2 est un système de missile Sol-Air portatif à très courte portée iranien qui succède au Misagh-1, un autre système similaire, mis en service en 1993. 

## Historique et spécifications
Développé par le complexe industriel Shahid Kazemi, à Téhéran, il dispose d'un auto-directeur passif à infrarouge lui conférant une capacité « tous-aspects ». Similaire à son prédécesseur, il est supposé contenir lui aussi des éléments basés sur de la technologie chinoise. Le ministre de la défense iranien a lancé sa production en série le 5 février 2006, et il permet désormais aux militaires iraniens de se détacher de leurs besoins auparavant réguliers en missiles chinois QW.
Le missile aurait été vu sur un drone expérimental iranien H-110 le 18 avril 2013, lors de la parade organisée pour la journée de l'armée, sans qu'il soit réellement possible de savoir s'il s'agissait d'un Misagh-1 ou 2.
- Temps de réaction : 5 s
- Stockage : 8 ans

## Utilisateur
- Forces armées iraniennes : à l'heure actuelle, aucun autre utilisateur de ce système n'a été recensé.